# Orden de Felipe el Magnánimo
La Orden al Mérito de Felipe el Magnánimo (en alemán: Orden Philipps des Großmütigen / Großherzoglich Hessischer Verdienstorden) fue originalmente una orden caballeresca fundada en el ámbito del Gran Ducado de Hesse-Darmstadt y luego pasada al Gran Ducado de Hesse con la unificación del territorio.

## Historia

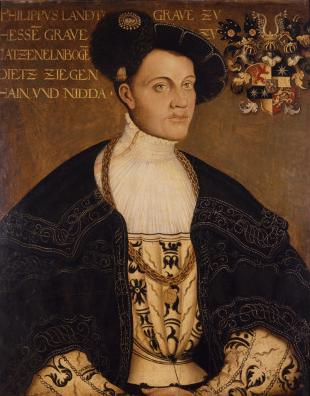
Felipe I de Hesse, conocido como "el Magnánimo", a quien fue dedicada la Orden homónima del Gran Ducado de Hesse.

La Orden fue fundada el 1 de mayo de 1840 por el gran duque Luis II de Hesse que la dedicó a su antepasado, Felipe I de Hesse, apodado "el Magnánimo", el cual sobre el principio del siglo XVI fue el último Landgrave del Hesse unido. La Orden, recordaba obviamente este hecho histórico que se conectaba con la reunificación de todo Hesse en el homónimo Gran Ducado de Hesse, lograda a partir del 1806.
La distinción fue creada para recompensar a aquellos que se hayan distinguido a favor del estado y el nacionalismo hessiano, y para todos los que se distinguieron en el país o en el extranjero por méritos especiales trayendo honor al Gran Ducado de Hesse.
La Orden estaba originariamente subdividida en cuatro clases de mérito:
- Gran Cruz
- 1.ª Clase
- 2.ª Clase
- Caballero

A lo largo de su existencia ha habido muchos cambios en los estatutos de la Orden. En 1849 se agregó una Cruz de Plata como 5.ª Clase y se introdujo el uso de espadas cruzadas —en oro o plata— entre los ángulos de la cruz. La Cruz de Caballero fue dividida en dos grados en 1859, uno denominado Caballero de 1.ª Clase y el otro, Caballero de 2.ª Clase. En 1876 la Orden fue renombrada y pasó a denominarse Orden Gran Ducal Hesiana de Felipe (en alemán: Großherzoglich Hessischer Philipps-Orden). Como un favor especial por parte de la Orden fue añadida en 1881, una corona de oro en el anillo. En 1893, la concesión de la Orden con espadas se restringió, y sólo se otorgó por logros sobresalientes en el curso de una guerra. Sin embargo, no se otorgó explícitamente a la población civil en una ceremonia. En el 1900 fue creada la Cruz de Honor que se intercaló entre el grado de Comendador de 2.ª Clase y el grado de Caballero de 1.ª Clase.
Una enmienda final se realizó en 1911, en la que se agregaron cinco rayos de oro de longitud creciente, entre cada brazo del Broche de la Cruz de Comendador (formando una estrella de cuatro puntas que asoma por detrás de dicha cruz).
En general, la Orden se mantuvo en siete clases hasta el final de la monarquía en 1918.
- Gran Cruz
- Comendador de 1.ª Clase
- Comendador de 2.ª Clase
- Cruz de Honor
- Caballero de 1.ª Clase
- Caballero de 2.ª Clase
- Cruz de Plata

## Insignias

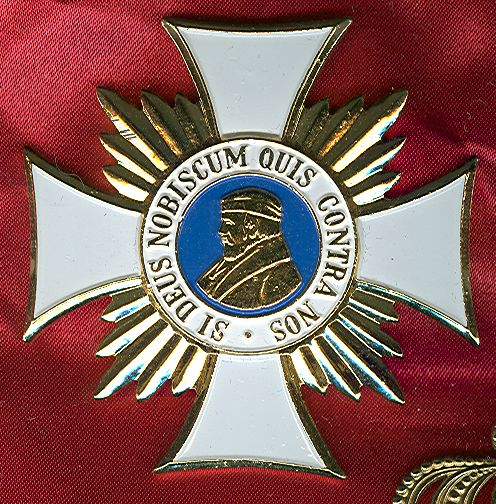
Broche de la Cruz de Comendador de la Orden

Las insignias de la Orden consistían en una cruz templaria esmaltada de blanco y bordeada de oro con las esquinas encorvadas, teniendo entre un brazo y el otro unos rayos de oro. Al centro de la cruz se encontraba un medallón esmaltado de azul celeste con un busto de oro de Felipe el Magnánimo mirando hacia la izquierda.
Alrededor del medallón, un anillo blanco, que en letras doradas portaba el motto de la orden "SE DEUS NOBISCUM, QUIS CONTRA NOS" ("Si Dios está con nosotros, quienes osarán oponérsenos?").
Sobre el reverso se encontraba en cambio el monograma del fundador en oro, rodeado de la fecha de fundación de la Orden.
En caso de conferimiento en tiempos de guerra o a militares, la Orden podría ir acompañada de dos espadas cruzadas en la parte posterior de la cruz..
La placa de Comendador y la de Gran Cruz estaba realizada en plata y reportaba la misma cruz de la venera, teniendo, sin embargo, un corolario de rayos de sol alrededor formando una losange y una corona granducal en oro suprayacente al brazo vertical de la cruz.
La cinta era de color rojo con una angosta franja azul en cada borde lateral..